# Ugo Ferrante
Ugo Ferrante (Vercelli, 18 luglio 1945 – Vercelli, 29 novembre 2004) è stato un calciatore e allenatore di calcio italiano, di ruolo libero.
È scomparso nel 2004 a 59 anni, per un tumore alle tonsille.
Durante la sua carriera non fu mai squalificato.

## Carriera

### Giocatore

#### Club
Cresciuto nella Pro Vercelli, è stato ingaggiato dalla Fiorentina nel 1963, esordendo in Serie A il 31 maggio 1964 contro il Bari. È stato a lungo il perno della difesa viola, protagonista di molti successi, fra i quali la Coppa Italia, la Mitropa Cup del 1966 e il secondo scudetto del 1968-1969. Ha giocato anche in Coppa delle Coppe e in Coppa dei Campioni, perse una finale di Coppa Mitropa.
Ha lasciato la Fiorentina al termine della stagione 1971-1972, nella quale ha collezionato 8 gettoni, in seguito a un infortunio subito durante Roma-Fiorentina (scontro con Scaratti). Il periodo di riposo forzato gli è costato anche il ritorno in nazionale. In totale, con la Fiorentina, ha disputato 179 partite in Serie A segnando 6 reti, fino al campionato 1971-1972. Ceduto al L.R. Vicenza, ha vissuto un altro importante periodo della sua carriera, contribuendo ad alcune storiche salvezze e portando il Lanerossi al ventesimo anno consecutivo in Serie A.
Ha lasciato la squadra berica nel 1976, dopo la retrocessione in Serie B e una stagione negativa per i biancorossi, a cui tuttavia diede un aiuto sostanzioso, disputando 8 partite decisive per la permanenza tra i cadetti (l'allenatore era Cinesinho). Non smise completamente con il calcio e indossò la maglia del Robbio Lomellina, in Promozione, per tre campionati.

#### Nazionale
Nel 1970 è stato convocato per i Mondiali in Messico, dove ha fatto da riserva a Pierluigi Cera. In maglia azzurra ha raccolto 3 presenze.

### Allenatore
Successivamente si dedica alla carriera di allenatore, nel calcio dilettantistico e amatoriale: allena il Piemonte Sport juniores, la Caresanese, la Pro Vercelli Berretti, il Borgovercelli e il Villata, prima di approdare nel CSI.

## Statistiche

### Cronologia presenze e reti in nazionale
| Cronologia completa delle presenze e delle reti in nazionale ― Italia | Cronologia completa delle presenze e delle reti in nazionale ― Italia | Cronologia completa delle presenze e delle reti in nazionale ― Italia | Cronologia completa delle presenze e delle reti in nazionale ― Italia | Cronologia completa delle presenze e delle reti in nazionale ― Italia | Cronologia completa delle presenze e delle reti in nazionale ― Italia | Cronologia completa delle presenze e delle reti in nazionale ― Italia | Cronologia completa delle presenze e delle reti in nazionale ― Italia |
| Data                                                                  | Città                                                                 | In casa                                                               | Risultato                                                             | Ospiti                                                                | Competizione                                                          | Reti                                                                  | Note                                                                  |
| --------------------------------------------------------------------- | --------------------------------------------------------------------- | --------------------------------------------------------------------- | --------------------------------------------------------------------- | --------------------------------------------------------------------- | --------------------------------------------------------------------- | --------------------------------------------------------------------- | --------------------------------------------------------------------- |
| 10-5-1970                                                             | Lisbona                                                               | Portogallo                                                            | 1 – 2                                                                 | Italia                                                                | Amichevole                                                            | -                                                                     |                                                                       |
| 17-10-1970                                                            | Berna                                                                 | Svizzera                                                              | 1 – 1                                                                 | Italia                                                                | Amichevole                                                            | -                                                                     |                                                                       |
| 20-2-1971                                                             | Cagliari                                                              | Italia                                                                | 1 – 2                                                                 | Spagna                                                                | Amichevole                                                            | -                                                                     |                                                                       |
| Totale                                                                |                                                                       | Presenze                                                              | 3                                                                     |                                                                       | Reti                                                                  | 0                                                                     |                                                                       |

## Palmarès

### Giocatore

#### Club

##### Competizioni giovanili
- Torneo di Viareggio: 1

Fiorentina: 1966

##### Competizioni nazionali
- Coppa Italia: 1

Fiorentina: 1965-1966
- Campionato italiano: 1

Fiorentina: 1968-1969

##### Competizioni internazionali
- Coppa Mitropa: 1

Fiorentina: 1966